# Chaetostoma
A Chaetostoma a sugarasúszójú halak (Actinopterygii) osztályának harcsaalakúak (Siluriformes) rendjébe, ezen belül a tepsifejűharcsa-félék (Loricariidae) családjába tartozó nem.

## Tudnivalók
A Chaetostoma-fajok Dél-Amerika édesvizeiben élnek; csak a C. fischeri található meg Közép-Amerikában is. E tepsifejűharcsák mérete, fajtól függően 5-30 centiméter között mozog. Fenéklakó halak, amelyek közeli rokonságban állnak az algaevő harcsákkal (Ancistrus).

## Rendszerezés
A nembe az alábbi 46 faj tartozik:
- Chaetostoma aburrensis (Posada, 1909)
- Chaetostoma alternifasciatum Fowler, 1945
- Chaetostoma anale (Fowler, 1943)
- Chaetostoma anomalum Regan, 1903
- Chaetostoma bifurcum Lujan, Meza-Vargas, Astudillo-Clavijo, Barriga-Salazar & López-Fernández, 2015
- Chaetostoma branickii Steindachner, 1881
- Chaetostoma breve Regan, 1904
- Chaetostoma brevilabiatum Dahl, 1942
- Chaetostoma changae Salcedo, 2006
- Chaetostoma daidalmatos Salcedo, 2006
- Chaetostoma dermorhynchum Boulenger, 1887
- Chaetostoma dorsale Eigenmann, 1922
- Chaetostoma dupouii Fernández-Yépez, 1945
- Chaetostoma fischeri Steindachner, 1879
- Chaetostoma formosae Ballen, 2011
- Chaetostoma guairense Steindachner, 1881
- Chaetostoma jegui Rapp Py-Daniel, 1991
- Chaetostoma joropo Ballen, Urbano-Bonilla & Maldonado-Ocampo, 2016
- Chaetostoma lepturum Regan, 1912
- Chaetostoma leucomelas Eigenmann, 1918
- Chaetostoma lineopunctatum Eigenmann & Allen, 1942
- Chaetostoma loborhynchos Tschudi, 1846 - típusfaj
- Chaetostoma machiquense Fernández-Yépez & Martín Salazar, 1953
- Chaetostoma marginatum Regan, 1904
- Chaetostoma marmorescens Eigenmann & Allen, 1942
- Chaetostoma microps Günther, 1864
- Chaetostoma milesi Fowler, 1941
- Chaetostoma mollinasum Pearson, 1937
- Chaetostoma niveum Fowler, 1944
- Chaetostoma nudirostre Lütken, 1874
- Chaetostoma palmeri Regan, 1912
- Chaetostoma patiae Fowler, 1945
- Chaetostoma paucispinis Regan, 1912
- Chaetostoma pearsei Eigenmann, 1920
- Chaetostoma sovichthys Schultz, 1944
- Chaetostoma spondylus Salcedo & Ortega, 2015
- Chaetostoma stannii Lütken, 1874
- Chaetostoma stroumpoulos Salcedo, 2006
- Chaetostoma tachiraense Schultz, 1944
- Chaetostoma taczanowskii Steindachner, 1882
- Chaetostoma thomsoni Regan, 1904
- Chaetostoma trimaculineum Lujan, Meza-Vargas, Astudillo-Clavijo, Barriga-Salazar & López-Fernández, 2015
- Chaetostoma vagum Fowler, 1943
- Chaetostoma vasquezi Lasso & Provenzano, 1998
- Chaetostoma venezuelae (Schultz, 1944)
- Chaetostoma yurubiense Ceas & Page, 1996